# ورزشگاه دوون پارک
ورزشگاه دوون پارک (انگلیسی: Devon Park) یک ورزشگاه سافت‌بال در اکلاهما سیتی، ایالات متحده آمریکا است.
این ورزشگاه در سال ۱۹۸۷ تاسیس شده و دارای ۱۳٬۰۰۰ نفر ظرفیت است. مسابقات سافت‌بال المپیک تابستانی ۲۰۲۸ در دوون پارک برگزار خواهد شد.

## نگارخانه

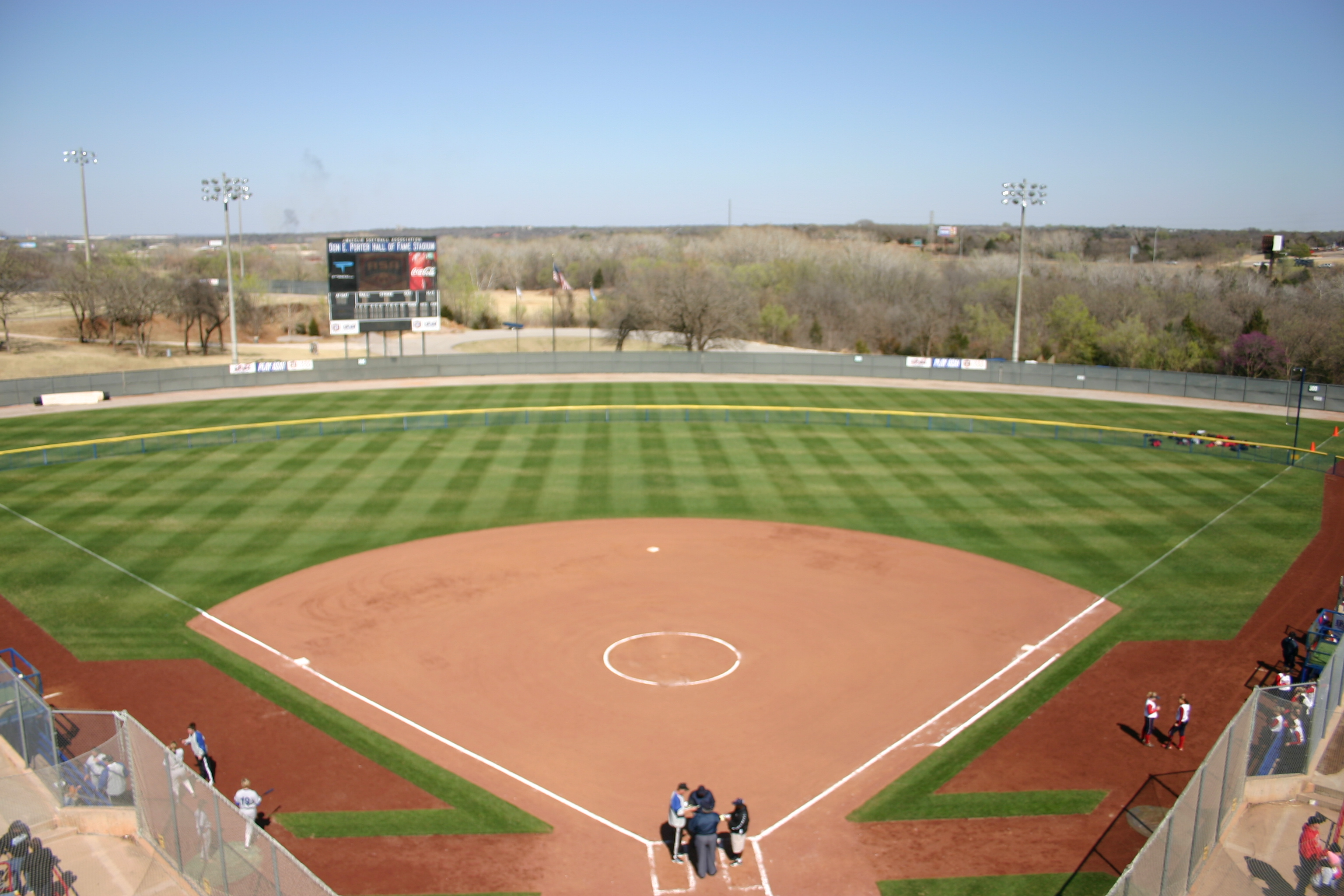
Don E. Porter "ASA Hall of Fame Stadium" in 2006
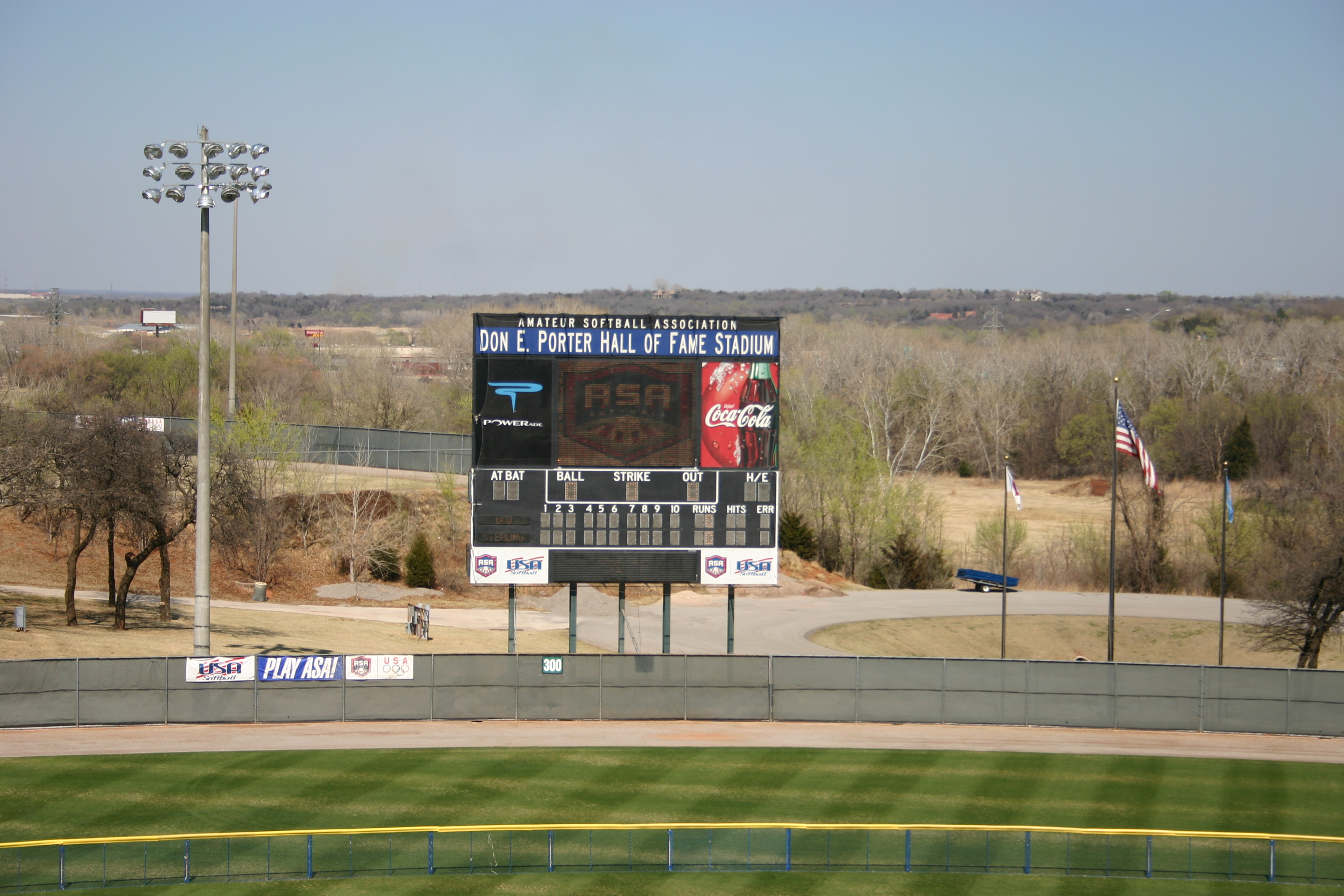
Don E. Porter "ASA Hall of Fame Stadium" in 2006